# 中ノ瀬幸泰
中ノ瀬 幸泰（なかのせ ゆきやす、1972年10月8日 - ）は、岐阜県高山市出身の元プロ野球選手（投手）。

## 来歴・人物
高山工業高時代から県下屈指の好投手とされていたが、春・夏とも甲子園出場はなかった。
高校卒業後は、西濃運輸に入社して野球部に所属。入部4年目の第65回都市対抗野球大会（1994年）で、社会人野球に金属バットが導入されてから初めて同大会で2試合連続完封し、チームを準優勝に導き、個人でも久慈賞（敢闘賞）を受賞する。スライダーやフォークボールが武器。
1995年のドラフトで阪神タイガースを逆指名、2位で入団。1996年新人ながら開幕ベンチ入りを果たし開幕戦でも登板するがプロの洗礼を浴びてしまい、この年わずか7試合に終わる。1998年にはウエスタン・リーグ最優秀防御率賞を受賞する等二軍では活躍したが、一軍では思うように結果が出ず、1999年限りで戦力外通告を受けた。その後、西武ライオンズの入団テストを受けるも不合格となった。
その後、古巣の西濃運輸に復帰。チームのエース格として活躍し、復帰一年目の2000年には、第30回JABA四国大会で最優秀選手賞を受賞した。2003年には、同じく岐阜県でしのぎを削っていたライバルチーム・昭和コンクリートが休部し、同チームから7選手が西濃運輸に移籍してきた（その中の一人として阪神に所属していたドラフト同期生の林純次がいた）が、中ノ瀬はうまく投手陣をリードし、リーダーシップが認められ、2004年シーズンはコーチ兼任投手として活躍。同シーズンをもって現役を引退し、2005年シーズンから2009年まではコーチ専任として活動した。
2010年からは岐阜日野自動車に勤務するかたわら、岐阜経済大学（2019年4月に岐阜協立大学に改称）硬式野球部でコーチを務めた。

## 詳細情報

### 年度別投手成績
| 年 度     | 球 団     | 登 板 | 先 発 | 完 投 | 完 封 | 無 四 球 | 勝 利 | 敗 戦 | セ 丨 ブ | ホ 丨 ル ド | 勝 率 | 打 者 | 投 球 回 | 被 安 打 | 被 本 塁 打 | 与 四 球 | 敬 遠 | 与 死 球 | 奪 三 振 | 暴 投 | ボ 丨 ク | 失 点 | 自 責 点 | 防 御 率 | W H I P |
| --------- | --------- | ----- | ----- | ----- | ----- | -------- | ----- | ----- | -------- | ----------- | ----- | ----- | -------- | -------- | ----------- | -------- | ----- | -------- | -------- | ----- | -------- | ----- | -------- | -------- | ------- |
| 1996      | 阪神      | 6     | 0     | 0     | 0     | 0        | 0     | 1     | 0        | --          | .000  | 45    | 8.2      | 13       | 0           | 5        | 1     | 2        | 8        | 0     | 0        | 10    | 7        | 7.27     | 2.08    |
| 1998      | 阪神      | 7     | 0     | 0     | 0     | 0        | 0     | 1     | 0        | --          | .000  | 55    | 11.1     | 13       | 0           | 9        | 0     | 0        | 12       | 1     | 1        | 8     | 8        | 6.35     | 1.94    |
| 1999      | 阪神      | 1     | 0     | 0     | 0     | 0        | 0     | 0     | 0        | --          | ----  | 10    | 2.0      | 4        | 1           | 0        | 0     | 0        | 0        | 0     | 0        | 2     | 2        | 9.00     | 2.00    |
| 通算：3年 | 通算：3年 | 14    | 0     | 0     | 0     | 0        | 0     | 2     | 0        | --          | .000  | 110   | 22.0     | 30       | 1           | 14       | 1     | 2        | 20       | 1     | 1        | 20    | 17       | 6.95     | 2.00    |

### 記録
- 初登板：1996年4月5日、対読売ジャイアンツ1回戦（東京ドーム）、7回裏1死に4番手で救援登板・完了、1回2/3を2失点
- 初奪三振：同上、7回裏にジェフ・マントから

### 背番号
- 34 （1996年 - 1999年）